# Akiko Suzuki
Akiko Suzuki (jap. 鈴木 明子, Suzuki Akiko; * 28. März 1985 in Toyohashi, Präfektur Aichi) ist eine japanische ehemalige Eiskunstläuferin, die im Einzellauf startete.

## Karriere
Akiko Suzuki begann im Alter von sieben Jahren mit dem Eislaufen. Erste internationale Erfolge hatte sie 2001 mit einem 7. Platz bei den Juniorenweltmeisterschaften und 2002 mit einem 8. Platz bei den Vier-Kontinente-Meisterschaften.
Als Suzuki mit 18 Jahren ihre Heimat wegen eines Universitätsstudiums verlassen musste, erkrankte sie an Magersucht. Ihr Gewicht fiel auf 32 kg. Dies machte das Ausführen von Sprüngen unmöglich und sie verpasste die gesamte Saison 2003/04. Nachdem sie ihr Gewicht wieder stabilisiert hatte und inspiriert wurde von Shizuka Arakawas Titelgewinn bei der Weltmeisterschaft 2004, kehrte sie zurück.
Bis 2010 schaffte es Suzuki aufgrund der enormen Konkurrenz im eigenen Land nicht, das Podium bei den nationalen Meisterschaften zu erreichen und sich somit für internationale große Turniere zu qualifizieren. Ins Jahr 2010 ging sie als japanische Vizemeisterin. Sie gewann die Silbermedaille bei den Vier-Kontinente-Meisterschaften in Jeonju. Ihr Weltmeisterschaftsdebüt beendete sie auf dem elften Platz. Bei ihrem olympischen Debüt wurde sie Achte.
Bei ihrer zweiten Weltmeisterschaftsteilnahme gewann die 27-jährige Suzuki 2012 in Nizza mit Bronze ihre erste Medaille bei Weltmeisterschaften.

## Ergebnisse
| Meisterschaft / Jahr            | 2001  | 2002  | 2003  | 2004  | 2005  | 2006  | 2007  | 2008  | 2009  | 2010  | 2011  | 2012  | 2013  | 2014  |
| ------------------------------- | ----- | ----- | ----- | ----- | ----- | ----- | ----- | ----- | ----- | ----- | ----- | ----- | ----- | ----- |
| Olympische Winterspiele         |       |       |       |       |       |       |       |       |       | 8.    |       |       |       | 8.    |
| Weltmeisterschaften             |       |       |       |       |       |       |       |       |       | 11.   |       | 3.    | 12.   | 6.    |
| Vier-Kontinente-Meisterschaften |       | 8.    |       |       |       |       |       |       | 8.    | 2.    | 7.    |       | 2.    |       |
| World Team Trophy               |       |       |       |       |       |       |       |       |       |       |       | 1.    | 1.    |       |
| Juniorenweltmeisterschaften     | 7.    |       |       |       |       |       |       |       |       |       |       |       |       |       |
| Japanische Meisterschaften      | 4.    | 4.    | 9.    |       | 12.   | 12.   | 10.   | 5.    | 4.    | 2.    | 4.    | 2.    | 4.    | 1.    |
| –                               |       |       |       |       |       |       |       |       |       |       |       |       |       |       |
| Grand-Prix-Wettbewerb / Saison  | 00/01 | 01/02 | 02/03 | 03/04 | 04/05 | 05/06 | 06/07 | 07/08 | 08/09 | 09/10 | 10/11 | 11/12 | 12/13 | 13/14 |
| Grand-Prix-Finale               |       |       |       |       |       |       |       |       |       | 3.    | 4.    | 2.    | 3.    |       |
| Skate Canada                    |       |       |       |       |       |       |       |       |       | 5.    |       | 2.    | 2.    | 2.    |
| Cup of Russia                   |       |       |       |       |       |       |       |       |       |       | 2.    |       |       |       |
| NHK Trophy                      |       |       |       |       |       |       |       |       | 2.    |       |       | 1.    | 2.    | 3.    |
| Cup of China                    |       |       |       |       |       |       |       |       |       | 1.    | 2.    |       |       |       |